# Gouvernement de défense nationale (Grèce)
Pour les articles homonymes, voir Gouvernement de défense nationale.
Le Gouvernement provisoire de la Défense nationale (en grec moderne : Προσωρινή Κυβέρνηση της Εθνικής Αμύνης / Prosoriní Kyvérnisi tis Ethnikís Amýnis) est un gouvernement parallèle mis en place à Thessalonique, en Grèce, par l’ancien Premier ministre Elefthérios Venizélos, en septembre 1916. Fruit du « Schisme national », ce gouvernement est donc dirigé par les vénizélistes contre les autorités monarchistes en place à Athènes. Soutenu par les puissances de l’Entente et impliqué dans la Première Guerre mondiale aux côtés des Alliés, le gouvernement provisoire finit par évincer le roi  Constantin Ier de Grèce en juin 1917 et par s’imposer dans toute la Grèce.

## Historique

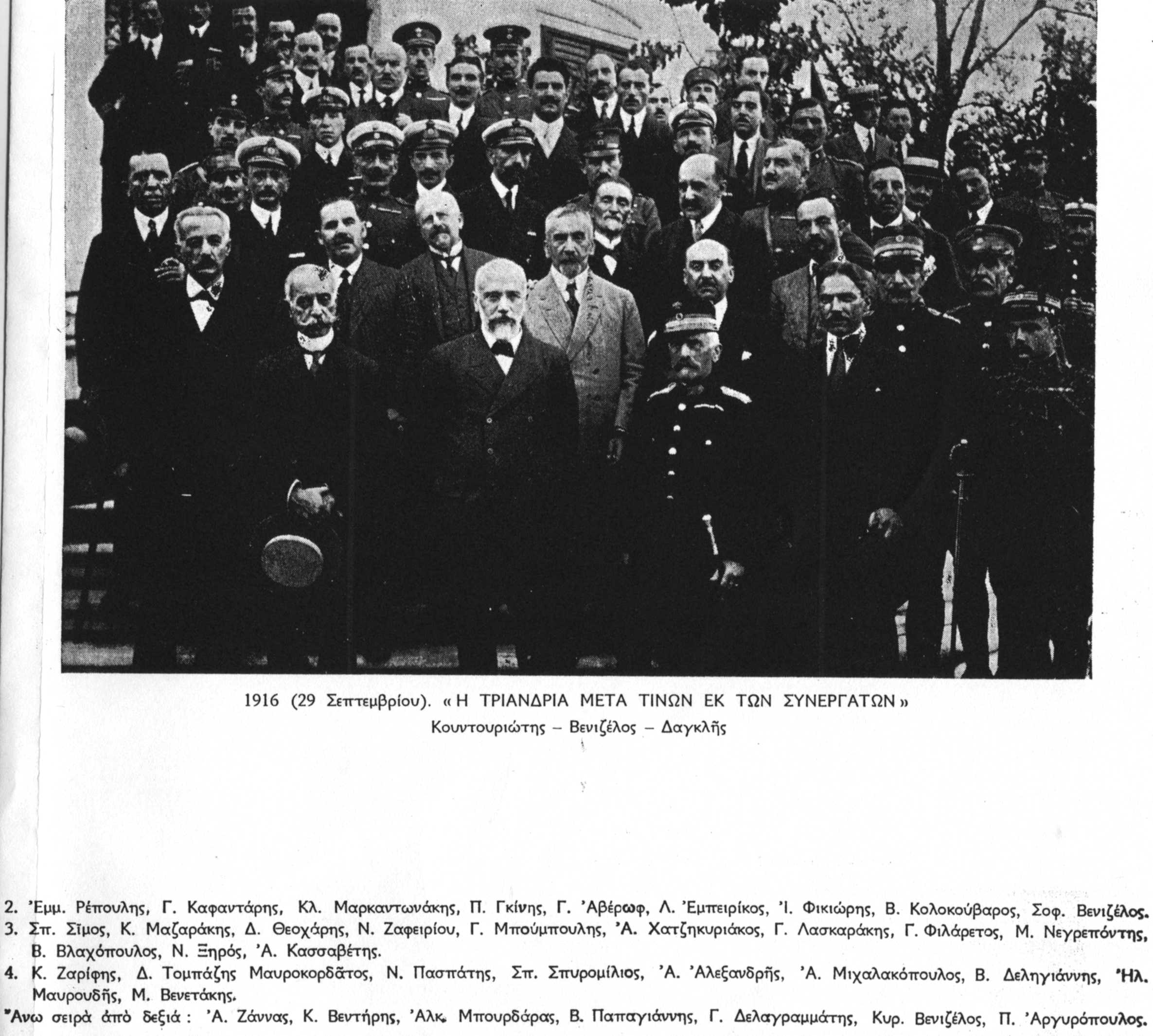
Le triumvirat avec ses partisans, le 29 septembre 1916 à Thessalonique.
1er rang : Koundouriotis - Venizélos - Danglís
2e rang : Emmanuel Repoulis, Georgios Kaphantaris, Kl. Markantonakis, Petros Guinis, Georges Averoff, Léonidas Embirikos, I. Fikioris, V. Kolokouvaros, Sophoklís Venizélos.
3e rang : Sp. Simos, Konstantinos Mazarakis, D. Theoharis, Nicolas Zafiriou, Georgios Bouboulis, Alexandros Hatzikyriakos, G. Laskarakis, Georgios Filaretos, Miltiadis Negrepontis, V. Vlahopoulos, N. Ksiros, A. Cassavetes.
4e rang : K. Zafiris, D. Tombazis-Mavrocordatos, N. Paspatis, Spyros Spyromilios, Apostolos Alexandris, Andréas Michalakópoulos,, Il. Mavroudis, M. Venetakis.
Rangs supérieurs, à partir de la droite : Alexandros Zannas, Konstantinos Ventiris, Alkiviadis Bourdaras, V. Papayiannis, G. Delagrammatis, Kyriakos Vénizélos, Périclès Argyropoulos.

Après la proclamation, en août 1916, d'une « Ligue (ou Comité) de Défense nationale », par des hommes politiques et des militaires partisans de Venizélos, ce dernier décide de quitter Athènes pour former un Gouvernement Provisoire. Ce départ se fait de nuit et avec l'aide d'officiers de la mission navale française : Venizélos lui-même, son secrétaire Marcantonakis avec une fausse barbe, et l'amiral Koundouriotis avec une casquette d'officier français, pour ne pas être reconnus, sont conduits en voiture au port de Phalère ; la vedette « La Résolue » , alors au service de la marine française, et commandée par le lieutenant de vaisseau de Verthamon, embarque tout ce monde après avoir mis en fuite les nombreuses patrouilles de soldats grecs qui, au Pirée, s'opposaient à l'embarquement des officiers vénizélistes. Ils montent à bord du vapeur « Hespéria » mouillé au large, et le 13 septembre 1916 (calendrier julien)  gagnent La Canée en Crète. Ce Gouvernement provisoire est ensuite rapidement transféré à Thessalonique. Se rallient à ce gouvernement tous ceux qui avaient adhéré au « Comité de Défense nationale ». Ce sont surtout les populations de Macédoine récemment intégrées à la Grèce à l'issue des guerres balkaniques qui lui apportent leur soutien. 
Le 15 septembre 1916 (calendrier julien), une proclamation, signée conjointement par Venizélos et l'amiral Pavlos Koundouriotis, est publiée dans le numéro 1 du « Journal du Gouvernement Provisoire », à La Canée. Les signataires du texte s'y livrent d'abord à une sévère critique des « humiliations et des malheurs » auxquels a conduit la politique de neutralité voulue par le roi. Sous l'influence de ses mauvais conseillers, la Couronne est accusée d'avoir éloigné la Grèce de ses amis traditionnels, pour chercher à la rapprocher de ses ennemis héréditaires. Les résultats de cette politique néfaste sont, selon Venizélos, une violation constitutionnelle et un État en décomposition, tandis que sur le plan extérieur, la Grèce est discréditée, isolée et méprisée. L'article rappelle, entre autres, que l'armée grecque, victorieuse en 1912-13, abandonne maintenant sans se battre les régions qu'elle a elle-même conquises il y a trois ans. La proclamation sonne « l'alarme d'un sursaut national », et s'achève par un appel à l'ensemble des Grecs : « Nous appelons à nous rejoindre toutes les forces vives du pays qui sentent que tolérer davantage les désastres et les humiliations provoquées par la politique qui a été suivie équivaudrait à la mort de notre nation. » 
Dans cette proclamation, Venizélos ne remet pas en question le régime grec, malgré le mécontentement suscité dans le peuple par la politique du roi, et malgré le fait que ce dernier l'ait contraint deux fois à démissionner. Il lui fallait en effet tenir compte de la volonté des Puissances de l'Entente qui souhaitaient que le roi fût déposé, mais en même temps que la monarchie fût maintenue. Il est probable aussi que Venizélos, par conviction personnelle, ne voulait pas se faire l'ennemi de la monarchie démocratique.   
Le Gouvernement provisoire demande immédiatement à être reconnu de jure par les Puissances Alliées de l'Entente, et obtient une reconnaissance de facto à la Conférence de Boulogne. Mais avant de procéder à cette reconnaissance, l'Italie demande au préalable l'assurance que l'Angleterre et la France n'ont pas promis à Venizélos des concessions territoriales en Asie Mineure. 
Le Gouvernement provisoire procède également au recrutement et à l'organisation de forces armées destinées à être intégrées aux côtés de celles de l'Entente, pour combattre sur le front de Macédoine.

## Liste des ministres

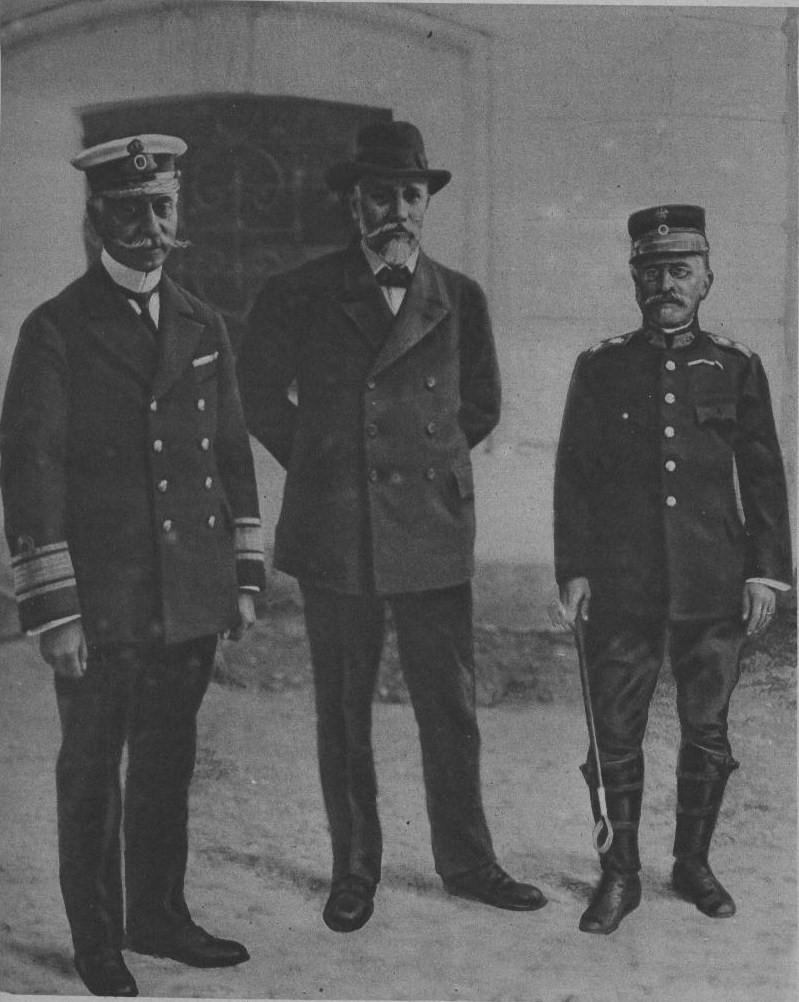
De gauche à droite : l'amiral Koundouriotis, Venizélos et le général Danglis à Thessalonique, le 12 novembre 1916.

Le 16 septembre 1916, Venizélos forme un « triumvirat national » avec le général Panagiotis Danglis et l’amiral Pavlos Koundouriotis. Il décide alors de mettre en place un nouveau gouvernement. Le 29 septembre, le général Emmanuel Zymvrakakis est nommé ministre de l’Armée (avant d’être remplacé, le 6 décembre, par le général Konstantinos Miliotis-Komninos (en)). Le 3 octobre, Nikolaos Politis est à son tour nommé ministre des Affaires étrangères. 
Puis, le 6 octobre, des directeurs généraux sont nommés ministres :
- Themistoklis Sophoulis, ministre de l’Intérieur ;
- Miltiadis Negrepontis (el), ministre des Finances ;
- Thalis Koutoupis, ministre de l’économie ;
- Dimitrios Dingas (el), ministre de la Justice ;
- Georges Averoff, ministre de l’Éducation ;
- Alexandros Kassavetis (el), ministre des Transports ;
- Leonidas Embirikos (el), ministre de l’Approvisionnement ;
- Spyridon Simos (el), ministre pour les réfugiés ;
- Andreas Michalakopoulos, ministre du domaine public et du repeuplement.